# 芦尾長司
芦尾 長司（あしお ちょうじ、1934年〈昭和9年〉6月1日 - ）は、日本の政治家、自治官僚。
元自由民主党所属の参議院議員（1期）。

## 略歴
兵庫県神戸市に生まれる。1953年 滝川高等学校卒業。1959年京都大学法学部卒業。自治省に入省。
1975年 北海道財政課長。1977年 自治省財政局財務調査官。1979年 静岡県知事公室長。1982年 自治省財政局公営企業第一課長。1983年 宮崎県副知事。1987年 自治省行政局公務員部長。
1989年 総務審議官。1990年 国土庁地方振興局長。1992年 兵庫県副知事。
1996年 参議院兵庫補欠選挙で当選。1997年 自民党に入党。1998年 第18回参議院議員通常選挙で落選する。
1999年 みなと銀行会長。
2005年11月の秋の叙勲で瑞宝中綬章を受章する。